# ضفادع مقلمة
الضفادع المُقلمة هي مجموعة ضفادع من جنس Mixophyes. وهي أكبر أجناس فصيلة الضفادع الأرضية الأسترالية.
الضفادع المُقلمة هي ضفادع أصيلة في الساحل الشرقي لأستراليا، مع وجود نوع واحد في غينيا الجديدة.